# آرتور همیلتون-گوردون
آرتور همیلتون-گوردون یا آرتور چارلز هامیلتون - گوردون براون (انگلیسی: Arthur Hamilton-Gordon, 1st Baron Stanmore; ۲۶ نوامبر ۱۸۲۹ – ۳۰ ژانویهٔ ۱۹۱۲) (زاده ۲۶ نوامبر ۱۸۲۹ - درگذشته ۳۰ ژانویه ۱۹۱۲) سیاست‌مدار اهل پادشاهی متحد بریتانیای کبیر و ایرلند بود. او سیاست‌مدار حزب لیبرال بریتانیا بود.
آرتور همیلتون-گوردون فرزند جورج همیلتون-گوردون بود و همچنین روابط نزدیکی با نخست‌وزیر ویلیام ویلیام یوئرت گلدستون داشت.